# Abbazia di San Magno (Fondi)
L'abbazia di San Magno si trova a nord-ovest del centro abitato di Fondi (provincia di Latina), sulle prime falde del monte Arcano.

## Storia
Secondo il racconto di san Gregorio Magno, il monastero fu edificato per volere di sant'Onorato nel 522 per onorare il martirio di san Magno, ucciso insieme a san Paterno e a 2597 cristiani, come si legge in alcuni documenti agiografici di epoca medievale, le Passiones, dedicate ai due santi.
Del complesso monastico sono state rinvenute: la chiesa di epoca medievale, a croce latina e dotata di cripta, che conserva pregevoli affreschi; la chiesa rinascimentale riaperta al culto e intitolata a san Benedetto; alcune strutture pertinenti forse alle ultime fasi di vita del complesso, in particolare il mulino, la foresteria e delle vasche di lavorazione dell'olio.
Il corpo di san Magno giacque nella cripta della chiesa fino all'847 quando fu saccheggiato da Platone di Veroli, capitano della Campania, e lo adagiò nella chiesa di Sant'Andrea. Successivamente con l'invasione saracena di Veroli, il corpo di san Magno fu spostato ad Anagni.
Al 979 risale il primo documento sul monastero; in questo anno i consoli e duchi di Gaeta e Fondi elargirono donazioni in favore dello stesso cenobio.
Nel 1049, come riporta il Codex Diplomaticus Cajetanus, il monastero riceve una donazione di alcuni appezzamenti di terreno, ubicati nelle vicinanze della struttura, da parte di una donna terracinese.
Il monastero, fino al 1072, fu autonomo e gestito dai monaci ordinari.
In seguito il console Gerardo di Fondi donò il monastero all'abbazia di Montecassino. La conferma della donazione è confermata dalla comparsa del titolo del monastero sul quinto pannello della porta bronzea dell'Abbazia madre.
Fino alla metà del XV secolo diversi diplomi pontifici attestano che il monastero di san Gregorio Magno è prepositura di Cassino. 
Nel 1492 Alessandro VI passò con una bolla pontificia il monastero alla congregazione dei Benedettini di S. Maria di Monte Oliveto.
Nel XV secolo il monastero fu ricostruito da Prospero Colonna [non si sa se prima il monastero fu demolito o distrutto per cause naturali (terremoti, bradisismo, ecc.).
Nel corso dei secoli il monastero, data l'importanza dello stesso stabile, conobbe alterne fortune contabili e spogliazioni di vandali (nel 1798 i francesi distrussero parte del monastero e spogliarono gran parte dei locali monastici).
Nel 1807 il complesso monastico fu soppresso in seguito ai saccheggi operati dalle truppe di Napoleone.
Quindi il monastero conobbe l'oblio (in seguito fu usata anche, addirittura, come stalla per pecore), ma molti ambienti perdurarono a mostrare splendori rinascimentali.
Oggi il monastero è affidato all'arcidiocesi di Gaeta e alla cura del presbitero diocesano don Francesco Fiorillo ed è in atto il restauro/ricostruzione del complesso.

### Scavi e ritrovamenti
Le indagini archeologiche recenti hanno reso possibile individuare, sotto la chiesa superiore fatta costruire di iniziativa di Prospero Colonna alla fine del XV secolo, una chiesa precedente di cui si erano perse del tutto le tracce.
L'impianto della chiesa superiore fu fortemente condizionato dalla presenza di una sostruzione romana sottostante alla navata della chiesa; anche il presbiterio risente dell'antica costruzione tanto da incorporare la costruzione più antica nelle murature perimetrali della navata. Grazie ai recenti scavi è possibile affermare che l'abbaziale possa risalire alla prima metà del IX secolo.